# Плахт, Иоэль Иосифович
Иоэль (Ноэль, Юлий) Иосифович Плахт (1918 — 1988) — советский артист, педагог классического танца, балетмейстер-репетитор; Заслуженный деятель искусств РСФСР (1970).

## Биография
Родился 10 февраля 1918 года в Херсоне в еврейской семье.
В 1932 году, после окончания школы, поступил на вечерние курсы хореографического училища при Большом театре в Москве, которые окончил в 1937 году (обучался у В. Козлова и Н. Тарасова). В течение года был артистом балета Московского музыкального театра им. К. С. Станиславского и В. И. Немировича-Данченко. В 1938—1941 годах учился в Ленинградском хореографическом училище у В. И. Пономарёва. Будучи студентом училища, выходил на сцену Театра оперы и балета им. С. М. Кирова в спектаклях с участием Т. Вечесловой, К. Сергеева, В. Чабукиани, Ф. Балабиной, Н. Зубковского, Г. Улановой.
Во время Великой Отечественной войны работал в эвакуации артистом балета Фрунзенского театра (1941—1942 годы). В 1942—1944 годах работал в Ансамбле карело-финской народной песни и пляски «Кантеле» сначала солистом балета, затем — педагогом-репетитором, выступал с ансамблем на фронте. После повреждения коленного сустава, с 1945 года, работал педагогом классического танца хореографического ансамбля Москонцерта. В 1947 году поступил на педагогическое отделение Ленинградской консерватории, которое окончил в 1950 году по специальности «педагог хореографии» (класс профессора А. Я. Вагановой). Дополнительно учился народному танцу у Николая Ивановского и Веры Костровицкой.
В 1951 году Плахт работал по специальности в Московском хореографическом училище, в 1951—1952 годах — в школе мюзик-холла и в ДК завода им. Сталина (ныне Дворец культуры ЗИЛа). В 1952—1973 годах был педагогом классического и дуэтного танца Пермском государственном хореографическом училище и одновременно — педагогом-репетитором Пермского академического театра оперы и балета им. П. И. Чайковского. В Перми воспитал более 150 известных деятелей балета, большое число его выпускников стали премьерами крупнейших театров оперы и балета СССР — в Киеве, Петрозаводске, Минске, Сыктывкаре, Челябинске, Новосибирске, Свердловске, Ленинграде, Перми и других городах. Среди них — Михаил Щукин, Герман Шишкин, Роберт Уразгильдеев, Лев Асауляк, Веанир Круглов, Юлай Ушанов, Анатолий Шикера, Герман Исупов, Игорь Есаулов, Лев Бобков, Юрий Сидоров, Пётр и Геннадий Малхасянцы, Кирилл Шморгонер, Владимир Толстухин, Сергей Александров, Геннадий Судаков, Юрий Петухов, Сабиржан Яппаров, Марат Даукаев, Станислав Исаев, Наиль Гимадеев, Герман Исупов, Веанир Круглов. Работал на сцене Пермского театра оперы и балета, снимался в телефильме «Пермское хореографическое» («Пермьтелефильм», 1965, режиссёр Л. И. Футлик).
В 1973—1976 годах Иоэль Иосифович был педагогом-репетитором Ташкентского театра оперы и балета, а также училища при нём. В 1976—1988 годах — ведущий педагог-репетитор Одесского театра оперы и балета. В феврале 1988 года у него была обнаружена раковая опухоль, и в этом же году, с помощью друзей, Плахт был транспортирован для операции в Канаду, в Монреальский госпиталь, где и умер  2 августа 1988 года. Был похоронен в Москве, на Востряковском кладбище.
Лауреат звания «Выдающийся деятель пермского балета 20 столетия» в номинации «Педагог» (2000, присвоено Пермским обществом «Арабеск» по результатам опроса и анкетирования жителей Перми).

## Фильмография
- 1978 — Д’Артаньян и три мушкетёра — балетмейстер